# Храм Сергия Радонежского (Чапаевск)
Храм преподобного Сергия Радонежского — главная православная церковь города Чапаевска Самарской области России. Построен в 1916—1918 гг. Объект культурного наследия народов России федерального значения.

## История
Храм в недавно возникшем посёлке Иващенково, при Сергиевском Самарском заводе взрывчатых веществ, проектировался с 1915 года. Строительство началось в 1916 году, в 1918 году не вполне ещё готовый храм был освящён (строительство продолжалось и в 1919 году). Строительство осуществлялось по проекту самарского архитектора Дмитрия Александровича Вернера. Посвящение храма Сергию Радонежскому связано с тем, что строительством завода руководил великий князь Сергей Михайлович, небесным покровителем которого был Сергий Радонежский.
Храм, ставший одним из немногих освящённых уже после Октябрьской революции, оставался действующим до 1926 года. Затем купола и кресты были сняты, здание было передано под Дом обороны, во время Великой Отечественной войны использовалось как склад боеприпасов, а также овощехранилище. В 1952—1990 гг. в здании церкви располагался чапаевский Дом пионеров.
В 1990 году исполкомом Чапаевского городского совета депутатов принято решение о возвращении церкви верующим. В 1995 году храм признан памятником архитектуры федерального значения.

## Архитектурные особенности
Церковь построена в неорусском стиле с отсылками русскому зодчеству XVI—XVII вв. с элементами модерна. Фасад храма богато украшен с использованием керамической фасадной плитки, известняка, облицовочных кирпичей, изразцов, майоликовых вставок и поясов с цветочным орнаментом. Майоликовые панно изображают святых, херувимов, различные символы христианства. Присутствовали многочисленные изразцы с изображениями герба Романовых (были сбиты в советское время, уцелел только один). Над главным входом в храм, на фронтоне, размещено крупное майоликовое панно с изображением Сергия Радонежского, благословляющего Дмитрия Донского, по мотивам картины А. Н. Новоскольцева «Святой Сергий благословляет Дмитрия Донского на битву и отпускает с ним двух иноков».